# Llista de topònims de Guils de Cerdanya
Llista de topònims (noms propis de lloc) del municipi de Guils de Cerdanya, a la Baixa Cerdanya
Informació actualitzada per un bot. Els canvis manuals es perdran quan s'actualitzi!

## entitat singular de població
| imatge | Nom                    | Ubicat a          | instància de                                   | Detalls | coordenades                                                        | Protecció | Commons (més fotos) | Dades a WD                    |
| ------ | ---------------------- | ----------------- | ---------------------------------------------- | ------- | ------------------------------------------------------------------ | --------- | ------------------- | ----------------------------- |
|        | Guils de Cerdanya      | Guils de Cerdanya | entitat singular de població capital municipal | 188 hab | 42° 26′ 54″ N, 1° 52′ 47″ E / 42.44825231°N,1.87963163°E 1372 msnm |           |                     | Modifica les dades a Wikidata |
|        | Saneja                 | Guils de Cerdanya | entitat singular de població                   | 121 hab | 42° 26′ 41″ N, 1° 54′ 07″ E / 42.444639°N,1.902028°E 1215 msnm     |           | Saneja              | Modifica les dades a Wikidata |
|        | Sant Martí d'Aravó     | Guils de Cerdanya | entitat singular de població                   | 157 hab | 42° 25′ 55″ N, 1° 54′ 28″ E / 42.431806°N,1.907833°E 1158 msnm     |           | Sant Martí d'Aravó  | Modifica les dades a Wikidata |
|        | Sant Martí de Cerdanya | Guils de Cerdanya | entitat singular de població                   | 102 hab | 42° 25′ 24″ N, 1° 54′ 18″ E / 42.423388888889°N,1.905°E 1143 msnm  |           |                     | Modifica les dades a Wikidata |

## església
| imatge | Nom                           | Ubicat a          | instància de | Detalls                                                  | coordenades                                                                        | Protecció                                  | Commons (més fotos)           | Dades a WD                    |
| ------ | ----------------------------- | ----------------- | ------------ | -------------------------------------------------------- | ---------------------------------------------------------------------------------- | ------------------------------------------ | ----------------------------- | ----------------------------- |
|        | Sant Esteve de Guils          | Guils de Cerdanya | església     | Estil: arquitectura romànica Anomenat per: Esteve màrtir | 42° 26′ 53″ N, 1° 52′ 41″ E / 42.448°N,1.87801°E 1382 msnm                         | bé integrant del patrimoni cultural català | Sant Esteve de Guils          | Modifica les dades a Wikidata |
|        | Sant Vicenç de Saneja         | Guils de Cerdanya | església     | Estil: arquitectura romànica                             | 42° 26′ 42″ N, 1° 54′ 11″ E / 42.4449°N,1.90315°E ca:Poble de Saneja               | bé cultural d'interès local                | Sant Vicenç de Saneja         | Modifica les dades a Wikidata |
|        | capella de Sant Martí d'Aravó | Guils de Cerdanya | església     | Estil: arquitectura popular                              | 42° 25′ 53″ N, 1° 54′ 31″ E / 42.431272°N,1.908616°E ca:Pl de Sant Martí 1151 msnm | bé cultural d'interès local                | Capella de Sant Martí d'Aravó | Modifica les dades a Wikidata |

## masia
| imatge | Nom             | Ubicat a          | instància de | Detalls | coordenades                                                         | Protecció | Commons (més fotos) | Dades a WD                    |
| ------ | --------------- | ----------------- | ------------ | ------- | ------------------------------------------------------------------- | --------- | ------------------- | ----------------------------- |
|        | Cal Frai        | Guils de Cerdanya | masia        |         | 42° 25′ 51″ N, 1° 54′ 35″ E / 42.4309263658671°N,1.90975795648311°E |           |                     | Modifica les dades a Wikidata |
|        | Cal Maurell     | Guils de Cerdanya | masia        |         | 42° 25′ 54″ N, 1° 54′ 51″ E / 42.431705801535°N,1.91407235382138°E  |           |                     | Modifica les dades a Wikidata |
|        | Cal Montellà    | Guils de Cerdanya | masia        |         | 42° 25′ 50″ N, 1° 54′ 41″ E / 42.4306077619036°N,1.91129523923541°E |           |                     | Modifica les dades a Wikidata |
|        | Cal Vaca        | Guils de Cerdanya | masia        |         | 42° 25′ 56″ N, 1° 55′ 02″ E / 42.432346848773°N,1.91710057833873°E  |           |                     | Modifica les dades a Wikidata |
|        | Mas del Soler   | Guils de Cerdanya | masia        |         | 42° 25′ 32″ N, 1° 54′ 56″ E / 42.4255683577211°N,1.91550328511299°E |           |                     | Modifica les dades a Wikidata |
|        | Torre del Mates | Guils de Cerdanya | masia        |         | 42° 25′ 17″ N, 1° 54′ 26″ E / 42.4214470218379°N,1.90732103542539°E |           |                     | Modifica les dades a Wikidata |

## muntanya
| imatge | Nom                    | Ubicat a                             | instància de | Detalls | coordenades                                                                  | Protecció | Commons (més fotos) | Dades a WD                    |
| ------ | ---------------------- | ------------------------------------ | ------------ | ------- | ---------------------------------------------------------------------------- | --------- | ------------------- | ----------------------------- |
|        | Peransalt              | Guils de Cerdanya                    | muntanya     |         | 42° 27′ 11″ N, 1° 50′ 54″ E / 42.453°N,1.84823°E 1891.4 msnm                 |           |                     | Modifica les dades a Wikidata |
|        | Puig Pedrós de la Tosa | Porta Guils de Cerdanya              | muntanya     |         | 42° 29′ 08″ N, 1° 47′ 31″ E / 42.48551611°N,1.79191944°E 2690.8 msnm         |           |                     | Modifica les dades a Wikidata |
|        | Puig de Sant Martí     | Guils de Cerdanya                    | muntanya     |         | 42° 26′ 12″ N, 1° 53′ 53″ E / 42.43671111°N,1.89797778°E 1301.9 msnm         |           |                     | Modifica les dades a Wikidata |
|        | Puigpedrós             | Meranges Porta Ger Guils de Cerdanya | muntanya     |         | 42° 29′ 15″ N, 1° 45′ 43″ E / 42.4875750896°N,1.76193328898°E 2914 2915 msnm |           | Puig de Campcardós  | Modifica les dades a Wikidata |
|        | Roc de l'Àliga         | Guils de Cerdanya                    | muntanya     |         | 42° 29′ 04″ N, 1° 49′ 32″ E / 42.4845°N,1.8255°E 2337 msnm                   |           |                     | Modifica les dades a Wikidata |
|        | Roca de Colom          | Guils de Cerdanya                    | muntanya     |         | 42° 28′ 54″ N, 1° 49′ 09″ E / 42.48173611°N,1.81915111°E 2363.4 msnm         |           |                     | Modifica les dades a Wikidata |
|        | Serra dels Fills       | Guils de Cerdanya                    | muntanya     |         | 42° 26′ 17″ N, 1° 52′ 53″ E / 42.43799722°N,1.88139722°E 1331.1 msnm         |           |                     | Modifica les dades a Wikidata |

## pont
| imatge | Nom                        | Ubicat a          | instància de | Detalls                                                      | coordenades                                                                                    | Protecció                                  | Commons (més fotos)        | Dades a WD                    |
| ------ | -------------------------- | ----------------- | ------------ | ------------------------------------------------------------ | ---------------------------------------------------------------------------------------------- | ------------------------------------------ | -------------------------- | ----------------------------- |
|        | Pont de Serra              | Guils de Cerdanya | pont         |                                                              | 42° 26′ 56″ N, 1° 52′ 51″ E / 42.4488756021161°N,1.88085770732019°E                            |                                            |                            | Modifica les dades a Wikidata |
|        | Pont dels Arenys           | Guils de Cerdanya | pont         |                                                              | 42° 26′ 04″ N, 1° 52′ 46″ E / 42.4344967216364°N,1.87936291556398°E                            |                                            |                            | Modifica les dades a Wikidata |
|        | pont de Sant Martí d'Aravó | Guils de Cerdanya | pont         | Estil: arquitectura gòtica 14th century Travessa: riu Querol | 42° 25′ 58″ N, 1° 55′ 03″ E / 42.432705°N,1.917554°E ca:entre Sant Martí i Puigcerdà 1158 msnm | bé integrant del patrimoni cultural català | Pont de Sant Martí d'Aravó | Modifica les dades a Wikidata |

## riu
| imatge | Nom        | Ubicat a                     | instància de                 | Detalls                                      | coordenades                                                                                          | Protecció | Commons (més fotos) | Dades a WD                    |
| ------ | ---------- | ---------------------------- | ---------------------------- | -------------------------------------------- | --- | --------- | ------------------- | ----------------------------- |
|        | Segre      | Catalunya Pirineus Orientals | riu curs d'aigua riu aurífer | Desemboca: Ebre Llarg: 265km Conca: 22400km² | 42° 24′ 09″ N, 2° 06′ 30″ E / 42.4025°N,2.1084°E 41° 21′ 48″ N, 0° 18′ 16″ E / 41.3633°N,0.3044°E    |           | Segre River         | Modifica les dades a Wikidata |
|        | riu Querol | Pirineus Orientals           | riu curs d'aigua             | Desemboca: Segre Llarg: 31km Conca: 110km²   | 42° 23′ 55″ N, 1° 53′ 43″ E / 42.3986°N,1.89528°E 42° 24′ 05″ N, 1° 54′ 01″ E / 42.40131°N,1.90016°E |           | Carol (rivière)     | Modifica les dades a Wikidata |

## serra
| imatge | Nom                      | Ubicat a                     | instància de | Detalls | coordenades                                                  | Protecció | Commons (més fotos) | Dades a WD                    |
| ------ | ------------------------ | ---------------------------- | ------------ | ------- | ------------------------------------------------------------ | --------- | ------------------- | ----------------------------- |
|        | planell de Puig Farinós  | Ger Guils de Cerdanya        | serra        |         | 42° 28′ 43″ N, 1° 49′ 16″ E / 42.4785°N,1.82114°E 2363 msnm  |           |                     | Modifica les dades a Wikidata |
|        | serra de la Mata de l'Ós | Bolvir Ger Guils de Cerdanya | serra        |         | 42° 26′ 25″ N, 1° 51′ 02″ E / 42.4403°N,1.8505°E 1891.4 msnm |           |                     | Modifica les dades a Wikidata |
|        | serra de la Tosa         | Guils de Cerdanya            | serra        |         | 42° 28′ 56″ N, 1° 50′ 03″ E / 42.4823°N,1.83424°E 2337 msnm  |           |                     | Modifica les dades a Wikidata |

## Misc
| imatge | Nom                                    | Ubicat a          | instància de      | Detalls                     | coordenades                                                         | Protecció                                  | Commons (més fotos) | Dades a WD                    |
| ------ | -------------------------------------- | ----------------- | ----------------- | --------------------------- | ------------------------------------------------------------------- | ------------------------------------------ | ------------------- | ----------------------------- |
|        | Barraca Pleta de les Cases             | Guils de Cerdanya | borda             | Estil: arquitectura popular | 42° 28′ 13″ N, 1° 50′ 35″ E / 42.470285°N,1.843094°E                | bé integrant del patrimoni cultural català |                     | Modifica les dades a Wikidata |
|        | Cal Duc de Saneja                      | Guils de Cerdanya | casa              | Estil: arquitectura popular | 42° 26′ 41″ N, 1° 54′ 08″ E / 42.444822°N,1.90223°E                 | bé integrant del patrimoni cultural català |                     | Modifica les dades a Wikidata |
|        | Fontanera                              | Guils de Cerdanya | plana             |                             | 42° 27′ 21″ N, 1° 50′ 38″ E / 42.455959°N,1.843969°E                |                                            | Fontanera           | Modifica les dades a Wikidata |
|        | GIV-4035                               | Guils de Cerdanya | carretera         |                             | 42° 26′ 51″ N, 1° 52′ 51″ E / 42.4475°N,1.88085°E 1353.5 msnm       |                                            |                     | Modifica les dades a Wikidata |
|        | Granja Aluja                           | Guils de Cerdanya | granja            |                             | 42° 25′ 25″ N, 1° 54′ 55″ E / 42.423521372837°N,1.91522252707425°E  |                                            |                     | Modifica les dades a Wikidata |
|        | Guils Fontanera                        | Guils de Cerdanya | estació d'esquí   |                             | 42° 28′ N, 1° 50′ E / 42.46°N,1.84°E 1905 2080 msnm                 |                                            |                     | Modifica les dades a Wikidata |
|        | casa consistorial de Guils de Cerdanya | Guils de Cerdanya | casa consistorial |                             | 42° 26′ 55″ N, 1° 52′ 48″ E / 42.4487082°N,1.8800556°E              |                                            |                     | Modifica les dades a Wikidata |
|        | font Bevedor                           | Guils de Cerdanya | font              |                             | 42° 29′ 10″ N, 1° 46′ 26″ E / 42.4861176843765°N,1.77380103005792°E |                                            |                     | Modifica les dades a Wikidata |